# São João da Boa Vista (Tábua)
São João da Boa Vista es una freguesia portuguesa del concelho de Tábua, con 10,00 km² de superficie y 484 habitantes (2001). Su densidad de población es de 48,4 hab/km².